# Campanile di Treviglio
L'edificio, conosciuto come campanile di Treviglio, è in realtà una torre civica in stile gotico lombardo prospiciente la Basilica di San Martino e Santa Maria Assunta sul lato nordovest, chiesa principale della città. Con i suoi 62,42 metri d'altezza, è il simbolo per eccellenza dell'intera città e rappresenta un punto di riferimento costante, visibile a chilometri di distanza.

## Descrizione
La torre civica di Treviglio è uno squisito esempio di gotico lombardo sormontato da una caratteristica cuspide a forma conica. Il gotico lombardo è ravvisabile nella longinearità della struttura, così come nella forma a sesto acuto delle nicchie di contenimento delle bifore.
I livelli orizzontali della torre sono sottolineati da una serie di archetti pensili incrociati; la cella campanaria si apre sui quattro lati attraverso esili colonnine binate coronate da capitelli a foglie d'acanto.
La torre è coronata da una balaustra con archetti a tutto sesto e ilo gioco di alleggerimento verso l'alto trova compiutezza nella cuspide.
Lungo il nato nord della torre sono visibili le tracce di due leoni rampanti che probabilmente affiancavano lo stella della Città dipinto nella nicchia ancora visibile.

## Storia
Non sono molte le notizie storiche su questo edificio, ma da indagini stilistiche ne collocano l'origine nel corso del XII-XIII secolo. Voluta dal libero Comune di Treviglio, le sue funzioni principali erano legate alla vita civile della città. La torre era abitata infatti da un custode, scelto dalla città, che doveva assolvere alcuni importanti compiti: la torre infatti era una torre di vedetta, dalla cui sommità era possibile tenere controllato l'intero territorio circostante, e di comunicazione grazie a un sistema che la collegava visivamente ad altre torri della zona. Il custeode aveva anche il compito di comunicare, attraverso il suono delle campane e a viva voce dalle finestre della torre, le norme emanate dalla città affinché gli abitanti ne fossero edotti. Altra funzione da subito ricoperta dalla torre è quella di orologio: le campane segnavano i ritmi della vita cittadina, in seguito coadiuvate dai quadranti dell'orologio. 
Il piano terra doveva essere originariamente aperto su due lati: la loggia a piano terreno era affrescata con una crocifissione attribuibile all'ambito di Giovanni da Milano, ora in parte strappati e conservati nella Cappella del Miracolo, ubicata nel piazzale del Santuario.
Solo con i lavori di restauro ed ampliamento della Basilica di San Martino e Santa Maria Assunta (XVI-XVII secolo) la torre civica si addossò ad essa e venne rivestita anche dalle funzioni religiose.
Nel 1509 fu danneggiata dalle cannoni dei veneti che assediavano la città, ma nonstantre questo la torre ci è pervenuta intatta nella sua configurazione gotica.
Dopo i lavori di restauro del 2008 la Torre Civica è tornata agibile al pubblico e dal 2015 ospita il Museo Storico Verticale, un museo interattivo alla scoperta della storia di Treviglio.

## Il Museo Storico Verticale
In occasione di Expo 2015, e grazie al finanziamento parziale della Regione Lombardia, la torre civica diventa sede del Museo Storico Verticale, uno dei cinque musei civici di Treviglio. Il Museo Storico Verticale di Treviglio è un percorso nella storia della città che si sviluppa per sezioni percorrendo i sette livelli della torre civica.
Salendo le scale perimetrali il visitatore si imbatte in una successione di esperienze multimediali e interattive in grado di comunicare la storia della città e gli eventi collettivi che ne hanno costituito l’identità nel tempo: la fondazione, i momenti di crisi e trasformazione, le opere sociali e i monumenti artistici vengono rivissuti attraverso ambienti sonori e immersivi. La varietà delle proposte fa sì che ogni pausa nella salita proponga un’esperienza nuova e appassionate.
Il museo valorizza anche la Torre civica e campanaria con installazioni appositamente pensate per spiegarne le funzioni specifiche  -  campanile e orologio -   e sociali -  le comunicazioni ad alta voce. La torre riscopre così la sua funzione di fulcro della città, di punto alto da cui guardare lontano avanti e indietro nel tempo. 
Il Museo Storico Verticale è gestito dal Comune di Treviglio.

## Filatelia
Il 30 agosto 2008 le Poste italiane, in occasione del millenario, hanno emesso un francobollo, che raffigura il campanile, e un annullo postale.
Il francobollo, del valore € 0,60, appartiene alla serie tematica Il patrimonio artistico e culturale italiano e raffigura il campanile di Treviglio annesso alla basilica di San Martino e Santa Maria Assunta su bozzetto dell'incisore Antonio Saliola. Completano il francobollo la legenda "CAMPANILE DI TREVIGLIO" e la scritta "ITALIA".